# NGC 7162
NGC 7162 (другие обозначения — PGC 67795, ESO 288-26, MCG -7-45-3, AM 2156-433, IRAS21565-4332) — спиральная галактика (Sc) в созвездии Журавль.
Этот объект входит в число перечисленных в оригинальной редакции «Нового общего каталога».